# ميريديث كلوسن
ميريديث كلوسن Meredith Clausen (ولدت عام 1942) هي مؤرخة معمارية أمريكية، وبروفيسور في مدرسة الفن وقسم العمارة في جامعة واشنطن في سياتل. اشتهرت بأبحاثها وكتابتها حول المعماري الأمريكي بيترو بيلوسكي، وكذلك حول الفن المعماري الحديث. تعمل بالتدريس منذ عام 1979 في جامعة واشنطن.
حصلت على جائزة الكاتب من حاكم ولاية واشنطن في عام 1993 عن كتابها «فراغ روحي» Spiritual Space.